# Qoratepa (Yozyovon)
Qoratepa ist eine Siedlung städtischen Typs (shaharcha) im Bezirk Yozyovon der usbekischen Viloyat Fargʻona im Ferghanatal.
Der Ort liegt etwa 50 km nördlich der Viloyathauptstadt Fargʻona. Bei Qoratepa mündet der Isfayramsoy in den Großen Ferghanakanal.